# UCI Women's WorldTour

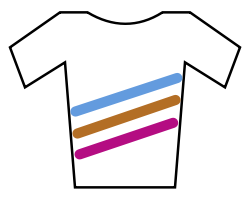
Ledaren av WWT bär en vit tröja med tre band över bröstet.

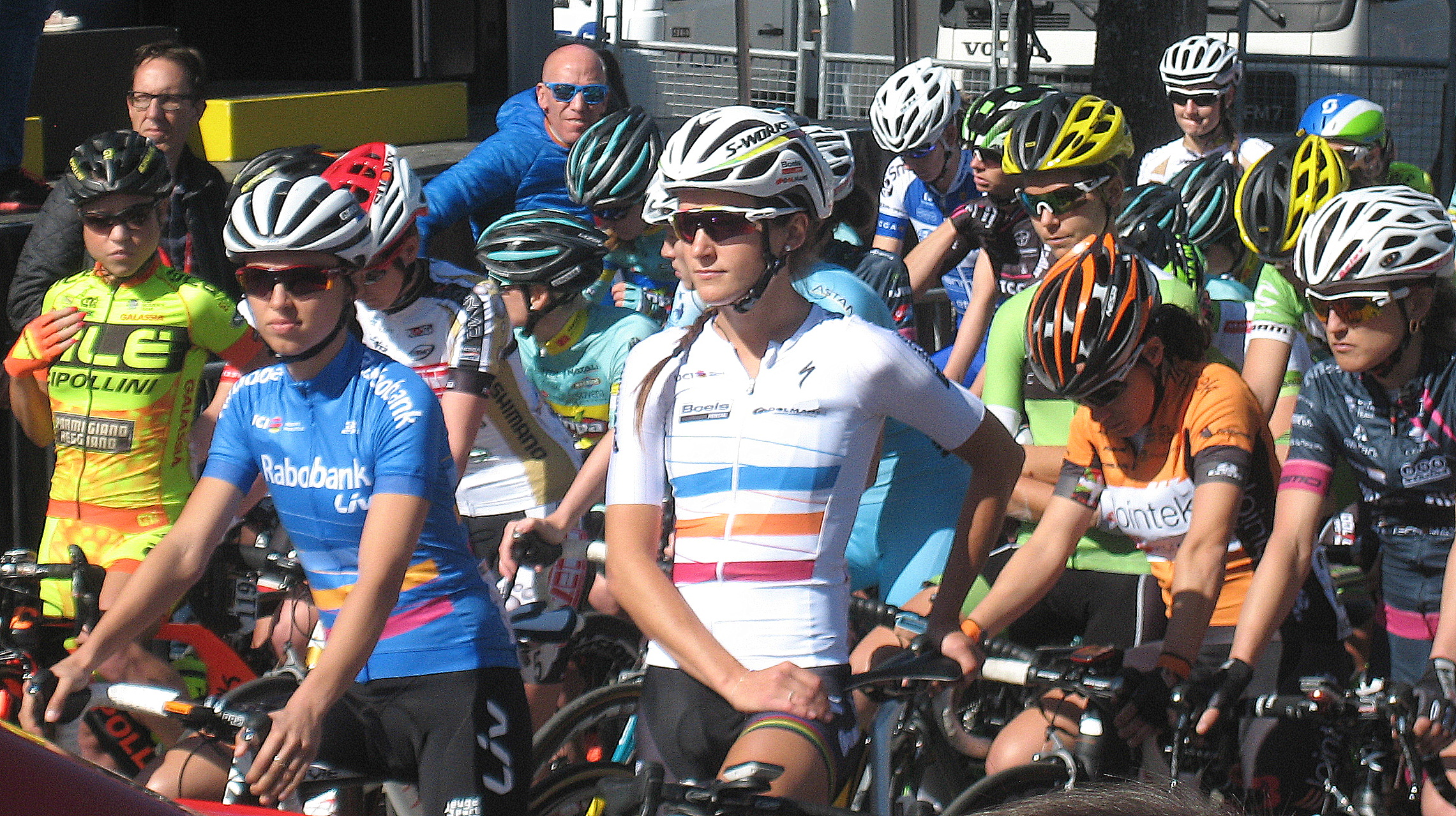
Katarzyna Niewiadoma i blått och Lizzie Armitstead i vitt ledde U23- respektive damklassen inför La Flèche Wallone 2016 och bär klassernas ledartröjor innan loppets start.

UCI Women's World Tour (WWT) är en serie av landsvägslopp som sedan 2016 ersätter Internationella Cykelunionens, Union Cycliste Internationale (UCI), UCI Women Road World Cup (1998-2015). WWT innebär en utökning av antalet lopp från cirka tio endagslopp i världscupen, till över 20 lopp, varav några etapplopp, varigenom antalet tävlingsdagar ökats från tio till över trettio. Loppen kategoriseras av UCI som 1.WWT (endagslopp) eller 2.WWT (etapplopp).

## Ingående lopp 2019[3]
| Lopp                                   | Land           | Period | Kategori |
| -------------------------------------- | -------------- | ------ | -------- |
| Strade Bianche                         | Italien        | 2016-  | 1.WWT    |
| Ronde van Drenthe                      | Nederländerna  | 2016-  | 1.WWT    |
| Trofeo Alfredo Binda                   | Italien        | 2016-  | 1.WWT    |
| Driedaagse Brugge-De Panne             | Belgien        | 2018-  | 1.WWT    |
| Gent-Wevelgem                          | Belgien        | 2016-  | 1.WWT    |
| Flandern runt                          | Belgien        | 2016-  | 1.WWT    |
| Amstel Gold Race                       | Nederländerna  | 2017-  | 1.WWT    |
| Flèche wallonne                        | Belgien        | 2016-  | 1.WWT    |
| Liège-Bastogne-Liège                   | Belgien        | 2017-  | 1.WWT    |
| Tour of Chongming Island               | Kina           | 2016-  | 2.WWT    |
| Tour of California                     | USA            | 2016-  | 2.WWT    |
| Emakumeen Bira                         | Spanien        | 2018-  | 2.WWT    |
| The Women's Tour                       | Storbritannien | 2016-  | 2.WWT    |
| Giro d'Italia Internazionale Femminile | Italien        | 2016-  | 2.WWT    |
| La course by Le Tour de France         | Frankrike      | 2016-  | 1.WWT    |
| Prudential RideLondon Grand Prix       | Storbritannien | 2016-  | 1.WWT    |
| Vårgårda West Sweden - Lagtempo        | Sverige        | 2016-  | 1.WWT    |
| Vårgårda West Sweden - Linjelopp       | Sverige        | 2016-  | 1.WWT    |
| Tour of Norway                         | Norge          | 2017-  | 2.WWT    |
| Grand Prix de Plouay                   | Frankrike      | 2016-  | 1.WWT    |
| Boels Rentals Ladies Tour              | Nederländerna  | 2017-  | 2.WWT    |
| Madrid Challenge by La Vuelta          | Spanien        | 2016-  | 1.WWT    |
| Tour of Guangxi                        | Kina           | 2018-  | 1.WWT    |

## Tidigare lopp
| Lopp                         | Land  | Period |
| ---------------------------- | ----- | ------ |
| Philadelphia Cycling Classic | USA   | 2016   |
| Tour of Norway - lagtempo    | Norge | 2017   |

## Vinnare
| År   | Individuellt         | Stall          | U23                   |
| ---- | -------------------- | -------------- | --------------------- |
| 2024 | Lotte Kopecky        | SD Worx        | Shirin van Anrooij    |
| 2023 | Demi Vollering       | SD Worx        | Shirin van Anrooij    |
| 2022 | Annemiek van Vleuten | SD Worx        | Shirin van Anrooij    |
| 2021 | Annemiek van Vleuten | SD Worx        | Niamh Fisher-Black    |
| 2020 | Lizzie Deignan       | Trek-Segafredo | Liane Lippert         |
| 2019 | Marianne Vos         | Boels Dolmans  | Lorena Wiebes         |
| 2018 | Annemiek van Vleuten | Boels Dolmans  | Sofia Bertizzolo      |
| 2017 | Anna van der Breggen | Boels Dolmans  | Cecilie Uttrup Ludwig |
| 2016 | Megan Guarnier       | Boels Dolmans  | Katarzyna Niewiadoma  |